# Карл Левін
Карл Мілтон Левін (англ. Carl Milton Levin; 28 червня 1934, Детройт, Мічиган _ 29 липня 2021) — американський політик, сенатор США від штату Мічиган, член Демократичної партії.

## Біографія
Молодший брат Сандера Левіна, який представляє штат Мічиган в Палаті представників США з 1983 р.
Закінчив Свартмор коледж (1956), отримав ступінь у галузі права в Гарвардському університеті (1959). Займався юридичною практикою в Детройті.
У 1969 був обраний до міської ради Детройта. Був переобраний в 1973.
У 1978 був обраний до Сенату США від Демократичної партії. У 1984, 1990, 1996, 2002 і 2008 — переобраний.
Послідовний борець з ухиленням від сплати податків за допомогою використання офшорних юрисдикцій, автор кількох відповідних законопроєктів, серед яких «Про запобігання зловживань податковими гаванями» (Bill S. 681 'Stop Tax Haven Abuse Act')